# Evangelical Presbyterian Church Ghana
Die Evangelical Presbyterian Church, Ghana (Ewe: Presbyteria Nyanyui Hame le Ghana) wurde 1922 als Teil der Evangelischen Ewe-Kirche gegründet. 
Die Evangelical Presbyterian Church, Ghana (E.P. Church) geht auf die im Mai 1922 auf der ersten Synode der Missionen in Kpalimé gegründeten Evangelischen Ewe-Kirche zurück, die verfassungsgebende Dachorganisation der ghanaischen E.P. Church und der Eglise évangélique presbytérienne du Togo (EEPT) auf dem Gebiet von Togo. 
Nachdem die ehemalige deutsche Kolonie Togo in der Folge des Ersten Weltkriegs in eine britische und eine französische Mandatszone aufgeteilt wurde und die deutschen Missionare 1921 des Landes verwiesen worden waren, konstituierten die einheimischen Vertreter der Mission die Evangelische Ewe-Kirche als verfassungsgebende Dachorganisation und Zusammenschluss der christlichen Gemeinden in der ehemaligen deutschen Kolonie. Die E.P. Church, obwohl erst 1922 als Teil der Evangelischen Ewe-Kirche gegründet, bezieht sich bis heute auf das Jahr 1893 als Gründungsjahr ihrer Kirche, das Jahr, in dem die Norddeutsche Mission die erste Gemeinde auf dem Gebiet des heutigen Togo gründete (Mission Tove). 

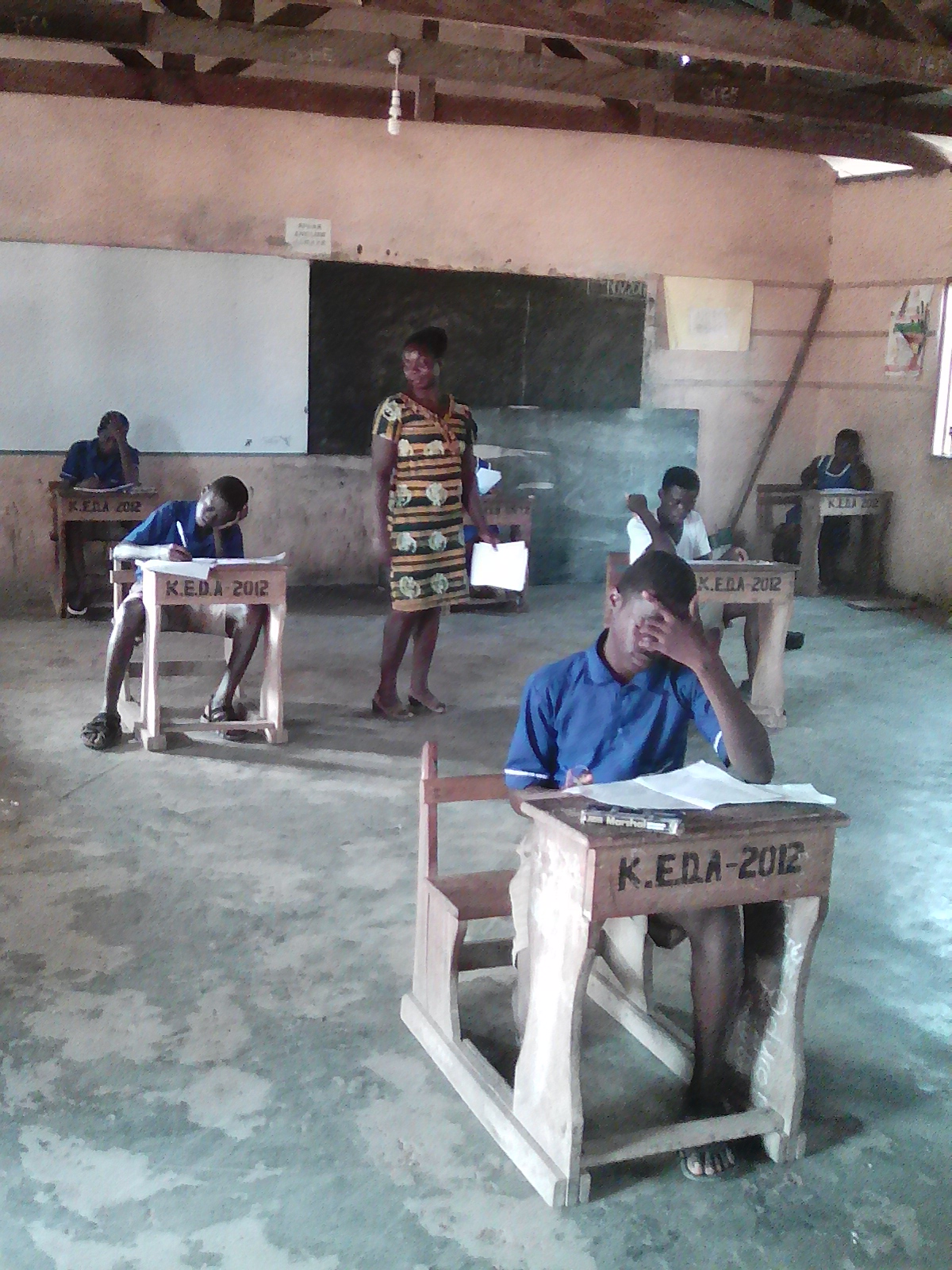
Presbyterianische Schule in Kwahu Tafo.

In der Zeit von 1923 bis 1939 gestattete die britische Kolonialmacht der Norddeutschen Missionsgesellschaft Mitarbeiter entsenden. Der Ausbruch des Zweiten Weltkriegs unterbrach jedoch erneut die Zusammenarbeit mit den deutschen Missionaren. Zu diesem Zeitpunkt umfasste die Kirche in Britisch-Togo etwa 40.000 Mitglieder.
Die E. P. Church (Evangelical Presbyterian Church, Ghana) umfasst ca. 200.000 Gläubige. Der Hauptsitz befindet sich in Ho in der Volta Region. Die Kirchensprachen sind Englisch, Ewe, Twi und Konkomba. Seit 2001 ist die E.P. Church ein gleichberechtigtes Mitglied der Norddeutschen Mission, die sich aus der ghanaischen E.P.Church, der EEPT aus Togo und vier deutschen Kirchen zusammensetzt. Es bestehen 13 Übersee-Partnerschaften, u. a. zu Kirchen in den Vereinigten Staaten, Großbritannien und Korea.
Die Kirche ist Mitglied des Ökumenischen Rates der Kirchen (ÖRK), der All Africa Conference of Churches (AACC) und der Weltgemeinschaft Reformierter Kirchen.